# The Picture
|  | Denne artikel er oprettet af botten Steenthbot ud fra en ekstern database. Den kan derfor have sproglige fejl eller mangler. Denne skabelon kan fjernes efter kontrol af indholdet. |

The Picture er en dansk eksperimentalfilm fra 1987 instrueret af Susanna Neimann, Susanne Kier og Peder Andersen.

## Handling
Thereis more to the picture than meets the eye' - En naiv video til musik af Corps Diplomatique. Om magtens billede, og om rockens.